# 4،1-ديازيبين
4،1-ديازيبين هو مركب ديازيبين، وهو جزء رئيسي في تركيب البنزوديازيبينات.